# Botričnica
Botričnica (phát âm [bɔˈtɾiːtʃnitsa]) là một khu định cư ở khu đô thị Šentjur, miền đông Slovenia. Nó nằm ở phía bắc thị trấn Šentjur. Khu định cư, cũng như toàn bộ đô thị này, được bao gồm trong vùng thống kê Savinja, mà nó nằm trong phân vùng Slovenia của Công quốc lịch sử Styria.
Nhà thờ địa phương được dâng hiến cho Đức Mẹ với Bảy sự thương khó và thuộc về giáo xứ xứ Šentjur. Nó được xây dựng năm 1736.